# Niżnije Wiazowyje
Niżnije Wiazowyje – osiedle typu miejskiego w Rosji, w Tatarstanie. W 2010 roku liczyło 8048 mieszkańców.